# Sphecodina caudata
Sphecodina caudata là một loài bướm đêm thuộc họ Sphingidae. Nó được tìm thấy ở miền nam Viễn Đông Nga, bán đảo Triều Tiên, đông và nam Trung Quốc và bắc Thái Lan.
Sải cánh dài 62–67 mm.
Ấu trùng được ghi nhận trên Vitis amurensis ở Viễn Đông Nga. Ở Trung Quốc, nó thường ở trên Parthenocissus tricuspidata.